# 金边供水局

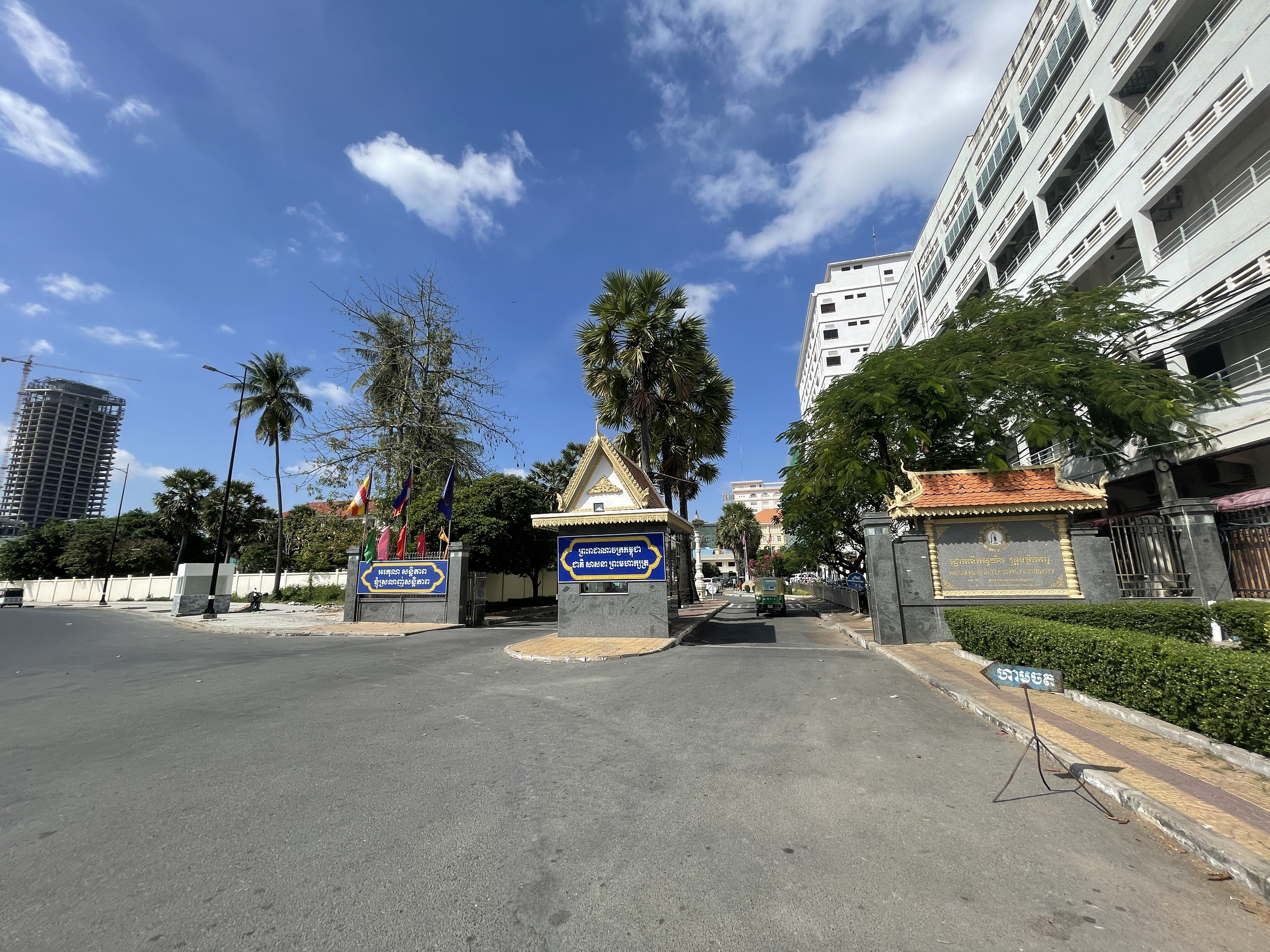
金边供水局

金邊供水局（英語：Phnom Penh Water Supply Authority），在1895年設立，由柬埔寨政府財務部持有85%股權。
現時主要在柬埔寨提供優質食水行業，據了解，在2012年4月18日於柬埔寨證券交易所上市，而在首天上市收盤報為9,300里尔（约合2.33美元），較招股價（6,350里爾（约合1.57美元），發行股份為13,045,975股，集資額為828億里爾（約2000萬美元））漲幅為48%，也是自從2011年7月份開放股票市場以來，首次國有企業來上市。
總部位於No.45, Street 106, Sangkat Srah Chork, Khan Daun Penh, Phnom Penh, Cambodia，總裁為Ek Sonn Chan。
2012年6月27日，柬埔寨相关部门向东华日报透露金边水务局（PPWSA）总经理艾速占将被调职到工业矿产和能源部担任副国务秘书。艾速占总经理将于今年7月1日离开已担任近20年现任总经理的职位，水务局总经理职位将由西哈努克省水务局局长森喜塔接任。

## 連結
- PPWSA.com.kh （页面存档备份，存于）